# Arnošt Rosin
Compléments
évadé du camp de concentration d'Auschwitz
coauteur du rapport Mordowicz-Rosin
Arnošt Rosin, né le 20 mars 1913 à Szinna (Autriche-Hongrie), après le 28 octobre 1918, Snina (Tchécoslovaquie) et mort en 1999 à Düsseldorf (Allemagne), fut un prisonnier au camp de concentration d'Auschwitz, parce qu'il était juif. Avec un autre prisonnier, il fut parmi les peu nombreux qui réussirent à s'en évader. Les deux furent à l'origine de l'un des protocoles d'Auschwitz qui dévoilèrent au monde les atrocités commises là-bas par les nazis, notamment le caractère de génocide de la mise à mort des Juifs.

## Biographie

### Avant sa déportation
Arnošt Rosin naît dans une famille nombreuse, ayant cinq frères et sœurs. Il fait ses études primaires à Snina, puis des études secondaires dans deux écoles appelées commerciales, à Humenné et à Košice. En 1933, il devient stagiaire dans l'entreprise Tatra, puis il y travaille comme vendeur de machines agricoles, tracteurs et autres outillages. Comme dans le pays l'antisémitisme s'accentue, il veut émigrer en Palestine (le futur Israël), mais doit faire son service militaire. Après celui-ci, il travaille dans la mâme entreprise, jusqu'à l'éclatement de la seconde guerre mondiale en 1939. La Slovaquie est alors un pays indépendant, allié du Troisième Reich, ayant des lois antisémites, c'est pourquoi, le désir d'émigrer de Rosin est plus fort et il entre dans une communauté de Juifs qui s'y préparent, mais il ne réussit pas à partir.

### À Auschwitz
La déportation des Juifs de Slovaquie commence au printemps de 1942. Vers la fin du mois de mars, Rosin va voir ses parents à Snina. Bientôt, deux gendarmes, que d'ailleurs il connaît personnellement, l'arrêtent et l'emmènent au camp de rassemblement de Žilina, puis, en avril, il est déporté à Auschwitz I. On lui tatoue le numéro matricule 29858. Quelques jours après, il est emmené au camp adjacent Auschwitz II-Birkenau et inclus dans un Sonderkommando, groupe de prisonniers utilisés alors pour enterrer les déporté tués par gazage.
Un premier événement chanceux pour lui est quand un camarade du Sonderkommando lui donne un morceau de pain pris à une future victime et Rosin y trouve une chaînette d'or. Il la donne au prisonnier utilisé à tenir les documents de sa baraque, qui obtient, grâce aux relations qu'il a, que Rosin soit transféré dans une autre baraque. Cela lui sauve la vie, puisque tous les prisonniers de ce Sonderkommando sont tués plus tard pour tentative d'évasion collective.
Six semaines après son arrivée, Rosin attrape le typhus mais survit. Lorsqu'il se sent mieux, il aide les autres malades, parmi lesquels un Allemand condamné de droit commun Lagerälteste (chef de camp). Ensuite, il travaille dans une gravière. Au printemps 1943, le détenu qu'il avait aidé le cherche et obtient qu'il soit utilisé à tenir les documents d'une baraque, une fonction privilégiée qui lui permet d'échapper au travail physique et d'obtenir plus de nourriture que les détenus sans fonction.
Début 1944, Rosin parvient à travailler au secteur appelé « Canada » par les prisonniers, où on trie les objets des bagages des déportés arrivés. Ceux qui y travaillent réussissent parfois à se procurer en cachette de la nourriture, des vêtements, des cigarettes, même des bijoux et des devises pour soi, et avec lesquels ils peuvent aider d'autres prisonniers et soudoyer des détenus à fonctions. Certains SS le tolèrent et prennent eux aussi, en enfreignant leur règelement, des objets de valeur de ceux trouvés par les détenus.
Plus tard, Rosin devient Blockälteste (détenu chef de baraque), à laquelle est transféré Alfred Wetzler, un compatriote, pour y tenir les documents. Celui-ci s'évade le 7 avril 1944 avec un autre compatriote, Walter Rosenberg, qui prendra après leur évasion le nom Rudolf Vrba. Rosin est brutalement interrogé par la Gestapo sur leur évasion, mais sans résultat, bien qu'il en sache vaguement quelque chose et qu'il l'ait aidée quelque peu. On lui retire la fonction de Blockälteste et il doit travailler à la gravière.
Czesław Mordowicz, un Juif de Pologne, y est arrivé lui aussi après qu'on lui avait pris la fonction de préposé aux documents d'une autre baraque. Son groupe a un kapo polonais à qui il dit qu'il veut s'évader, et celui-ci l'aide, avec son groupe, à préparer son évasion, y compris à creuser une cachette dans la gravière. Mordowicz doit aussi avoir un partenaire. Il en a déjà un de sa connaissance mais celui-ci est pris dans un Sonderkommando et ne peut plus s'évader. Mordowicz a encore très peu de temps, une semaine, avant la date fixée pour l'évasion, et il trouve comme partenaire Rosin, qu'il connaît à peine.

### L'évasion
Le 27 mai 1944, Mordowicz et Rosin se glissent dans leur cachette, qui est masquée par des camarades. Après qu'on constate leur absence, les gardiens les cherchent jusqu'à la tombée de la nuit mais ne les trouvent pas. Les évadés devraient rester cachés pendant trois jours mais le mince tuyau par lequel il devraient recevoir de l'air est bouché, et ils commencent à suffoquer. Ils sont obligés de sortir dès le lendemain soir et ils arrivent à se glisser entre deux miradors.
Ils partent à pied en évitant les endroits découverts et en contournant les localités, marchant autant que possible dans des bois. Ils reçoivent à manger d'habitants de maisons isolées. Ils font une partie du chemin sur le toit d'un wagon de train, puis ils traversent à pied les montagnes et arrivent en Slovaquie le 6 juin 1944.

### Après l'évasion
N'étant plus vigilants, ils sont arrêtés le même jour par des gendarmes slovaques. Ils n'ont pas de papiers et ils sont emmenés au tribunal de la petite ville de Spišská Stará Ves. Rosin y rencontre tout à fait par hasard un fonctionnaire qu'il connaît. En Slovaquie, pays allié de l'Allemagne, la déportation des Juifs est momentanément arrêtée et dans la ville il y a encore une petite communauté juive. Le fonctionnaire la prévient de la présence des deux évadés arrêtés et un représentant de la communauté leur donne un dollar américain à chacun pour qu'ils puissent dire qu'ils sont des contrebandiers. Ils sont emmenés à la ville de Liptovský Mikuláš, où ils sont punis d'une amende, payée par la communauté juive locale.
Un représentant du Conseil juif de Slovaquie vient de Bratislava et, avec un rabbin, les interroge chacun à part, puis il formule leurs relations par écrit. Ensuite, les deux évadés vont à Bratislava, où ils rencontrent ceux qui se sont évadés avant eux, Vrba et Wetzler.
Rosin habite à Bratislava avec des faux papiers, en partageant une chambre avec Vrba, jusqu'en août 1944, quand celui-ci va participer au soulèvement national slovaque. Ils étaient aidés et Rosin continue à l'être à éviter l'arrestation, par un gendarme slovaque, ancien camarade d'école de Rosin.

### Après la guerre
Après la retraite de Slovaquie des Allemands chassés par l'Armée rouge, Rosin va à Snina et apprend que de sa famille ne restent en vie que deux de ses frères, qui ont émigré avant la guerre. Tous les autres ont été déportés et ont péri : ses parents, son troisième frère, la femme de celui-ci, leurs deux enfants, ses deux sœurs et l'enfant d'une de celles-ci.
Il travaille quelque temps à Bratislava comme gérant d'une quincaillerie. En 1946, il épouse une femme tchèque et déménage à Prague. En 1947, il témoigne au procès de Cracovie de certains criminels de guerre d'Auschwitz. En 1949, il émigre avec sa femme en Israël mais peu de temps après ils retournent  à Bratislava. Entre 1960 et 1966, Rosin travaille à la télévision. En 1968, il émigre en Allemagne, à Düsseldorf. Il meurt en 1999.

## Le rapport Mordowicz-Rosin
Le rapport de Mordowicz et de Rosin arrive au Vatican en juin 1944. Le 10 juillet, le représentant du Conseil juif qui a consigné leurs relations, rédige une version en allemand de leur rapport, qui est envoyé en Suisse et en Turquie. Toutefois, ce rapport n'est pas encore porté à la connaissance du public, contrairement au rapport de Vrba et de Wetzler, qui a été diffusé à Genève dès le mois de mai, et dont les informations ont paru au cours de l'été dans beaucoup d'articles de presse.
Le rapport Mordowicz-Rosin n'est diffusé qu'en novembre 1944, en tant que partie du rapport Vrba-Wetzler et suivi d'un troisième rapport, en fait le premier à avoir été rédigé, diffusé séparément dès juin, celui de Jerzy Tabeau, un autre évadé d'Auschwitz. Les trois rapports, connus plus tard comme les protocoles d'Auschwitz, arrivent à Washington, à la War Refugee Board (WRB) (Commission des réfugiés de guerre), instituée par le président américain Franklin Delano Roosevelt. Le 18 novembre, la commission les fournit à la presse sous forme de texte dactylographié,, puis les publie le 26 novembre dans une brochure de 30 pages. Les cinq auteurs des rapports n'y sont pas nommés, parce qu'ils sont sur le territoire encore occupé par les Allemands et risquent d'être capturés, comme l'a été d'ailleurs Mordowicz, et les rapports ne se suivent pas dans l'ordre chronologique de leur rédaction mais dans celui de l'importance que leur accordent les communautés affectées et les Alliés,.
Dans les deux documents susmentionnés, le rapport Mordowicz-Rosin constitue le chapitre III (p. 28-33 du texte dactylographié et p. 19-21 de la brochure) de leur première partie, intitulée Report No. 1 The Extermination Camps of Auschwitz (Oswiecim) and Birkenau in Upper Silesia (Rapport n° 1 Les camps d'extermination d'Auschwitz (Oswiecim) et Birkenau, en Haute Silésie). Ce chapitre complète le rapport Vrba-Wetzler avec des informations sur la période du 7 avril au 27 mai 1944 : l'arrivée de prisonniers de plusieurs pays occupés par les nazis et surtout, à partir du 10 mai 1944, de plus en plus de Juifs de Hongrie. Le témoignage de ses auteurs confirme le caractère génocidaire de l'extermination des Juifs. Ainsi, ils relatent que du 15 mai jusqu'à leur évasion le 27 mai, on en a amené 14 à 15 000 environ par jour, dont 90 % étaient tout de suite gazés. Ils parlent aussi d'expérimentations sur des femmes détenues.